# Дамаск (еялет)
33°30′47″ пн. ш. 36°17′31″ сх. д. / 33.513055555556° пн. ш. 36.291944444444° сх. д.
Дамаскський еялет (осман. ایالت شام; Eyālet-i Šām) — еялет в Османській імперії. Площа еялету в XIX столітті — 51 900 км².
Еялет був утворений після звільнення Дамаска від мамлюків у 1516 році. Жанберді аль-Газалі, зрадник мамлюків, став першим правителем Дамаска.
У 1725—1757 роках еялет фактично став напівнезалежною державою під керування пашей з роду аль-Азм. Надалі цей рід замирився з султанським урядом та його представники обіймали посади паши до 1783 року.
Дамаський еялет став однією з перших османських провінцій, яка перетворилася у вілайєт після адміністративної реформи 1865 року. У 1867 році Дамаскський еялет був перетворений у Дамаскський вілайєт.